# 关汉文
关汉文（1923年12月—2015年4月28日），曾用名关久盛、关盛，汉族，山西沁源县柏子镇下兴居人。中华人民共和国政治人物。

## 生平
1939年参加革命工作。1941年，在太岳行署接受训练一年，之后任柏子中心村党支部书记。1942年，沁源县抗日民主政府创办第三高级小学，曾调任三民高教导主任、校长兼党支部书记。简师创办后，又兼任简易师范校长。1947年以后，他在三民高内增设社会教育服务部，创办了下兴居冬学。1947年调任县委秘书，之后被选举为团县委首任书记。1948年底至1949年7月间，随军进京，接管北平市教育局，任人事股长。1949年3月至9月，担任沁源县青委书记。同年4月15日，沁源共青团县委成立，他担任书记。
1950年到1958年间，任长治兵工厂一大厂党委书记。后任兵工304厂（原刘伯承工厂）党委书记。1959年，任长治行署工业部长、工业书记。1964年，调任太原市“四清”工作团书记。1966年，历任太原钢铁集团党委副书记兼政治部主任。后又任山西省冶金厅厅长兼党组书记。1979年7月，当选为大同市委副书记、市革委会主任。之后转任大同市市长。1985年，任大同市人大常委会主任。1985年补选为山西省人大常委会常委。2015年4月28日，在太原逝世。